# Tour de Luxembourg 2009
La 69e édition du Tour de Luxembourg a lieu du 3 au 7 juin 2009. La course fait partie du calendrier UCI Europe Tour 2009 en catégorie 2.HC.

## Étapes
| Étape     | Date   | Villes étapes                  | type     | Distance (km) | Vainqueur d'étape | Leader du classement général |
| --------- | ------ | ------------------------------ | -------- | ------------- | ----------------- | ---------------------------- |
| Prologue  | 3 juin | Luxembourg – Luxembourg        | prologue | 2,7           | Grégory Rast      | Grégory Rast                 |
| 1re étape | 4 juin | Luxembourg – Mondorf-les-Bains |          | 157,4         | Danilo Napolitano | Grégory Rast                 |
| 2e étape  | 5 juin | Schifflange – Differdange      |          | 187,9         | Andy Schleck      | Assan Bazayev                |
| 3e étape  | 6 juin | Wiltz – Diekirch               |          | 185,3         | Fränk Schleck     | Fränk Schleck                |
| 4e étape  | 7 juin | Mersch – Luxembourg            |          | 160,4         | Matti Breschel    | Fränk Schleck                |

## Classements finals
| \| Classement général \| Classement général \| Classement général \| Classement général \| Classement général \| \| Coureur \| Coureur \| Pays \| Équipe \| Temps \| \| ------------------ \| ------------------ \| ------------------ \| ------------------ \| ------------------ \| \| 1er \| Fränk Schleck \| Luxembourg \| Saxo Bank \| + 17 h 51 min 49 s \| \| 2e \| Andreas Klöden \| Allemagne \| Astana \| + 10 s \| \| 3e \| Marco Marcato \| Italie \| Vacansoleil \| + 1 min 32 s \| \| 4e \| Matti Breschel \| Danemark \| Saxo Bank \| + 1 min 34 s \| \| 5e \| Assan Bazayev \| Kazakhstan \| Astana \| + 1 min 59 s \| \| 6e \| Matteo Carrara \| Italie \| Vacansoleil \| + 2 min 13 s \| \| 7e \| Gustav Larsson \| Suède \| Saxo Bank \| + 2 min 17 s \| \| 8e \| Emanuele Vona \| Italie \| \| + 2 min 17 s \| \| 9e \| Domenico Pozzovivo \| Italie \| CSF Group-Navigare \| + 2 min 20 s \| \| 10e \| Amets Txurruka \| Espagne \| Euskaltel-Euskadi \| + 2 min 24 s \| \| 11e \| Andy Schleck \| Luxembourg \| Saxo Bank \| + 2 min 32 s \| |                    |            |                    |                    |
| |                    |            |                    |                    |
| |                    |            |                    |                    |
| Classement général |                    |            |                    |                    |
| Coureur | Coureur            | Pays       | Équipe             | Temps              |
| 1er | Fränk Schleck      | Luxembourg | Saxo Bank          | + 17 h 51 min 49 s |
| 2e | Andreas Klöden     | Allemagne  | Astana             | + 10 s             |
| 3e | Marco Marcato      | Italie     | Vacansoleil        | + 1 min 32 s       |
| 4e | Matti Breschel     | Danemark   | Saxo Bank          | + 1 min 34 s       |
| 5e | Assan Bazayev      | Kazakhstan | Astana             | + 1 min 59 s       |
| 6e | Matteo Carrara     | Italie     | Vacansoleil        | + 2 min 13 s       |
| 7e | Gustav Larsson     | Suède      | Saxo Bank          | + 2 min 17 s       |
| 8e | Emanuele Vona      | Italie     |                    | + 2 min 17 s       |
| 9e | Domenico Pozzovivo | Italie     | CSF Group-Navigare | + 2 min 20 s       |
| 10e | Amets Txurruka     | Espagne    | Euskaltel-Euskadi  | + 2 min 24 s       |
| 11e | Andy Schleck       | Luxembourg | Saxo Bank          | + 2 min 32 s       |